# Gudrun Utas
Gudrun Utas, född 30 mars 1942 i Stugun i Jämtland, är en svensk översättare och författare. Hon har tidigare verkat som politisk sekreterare.

## Biografi
Gudrun Utas föddes som ett av fem barn, i en jämtländsk familj där fadern var folkskollärare. Tidigt i Gudruns liv flyttade familjen söderut, och uppväxten skedde i Uppland. Sedan 1956 är hon bosatt i Uppsala.
Efter studentexamen 1960 läste hon till läkarsekreterare i Stockholm och praktiserade därefter i yrket. Erfarenheter från yrkeslivet gjorde henne politiskt engagerad, och hon valdes in i Uppsala stads stadsfullmäktige som representant för dåvarande VPK. Via arbetet i fastighetsnämnden medverkade hon till skapandet av Uppsalas första kollektivhus, där hon med sin dåvarande familj också kom att bo i fjorton års tid. I slutet av 1980-talet arbetade hon som informationssekreterare på Folkkampanjen mot Kärnkraft, och senare har hon varit aktiv inom miljöorganisationen Jordens Vänner. Tidvis har hon även arbetat som politisk sekreterare för Vänsterpartiet i både Stockholms Stad och i Sveriges riksdag.
Vid sidan av sekreteraruppdrag och politiska engagemang har Gudrun Utas verkat som författare och översättare. Översättningarna har mestadels varit av tyskspråkig litteratur med koppling till vänsterrörelsen, samt av Den nya moralen av Aleksandra Kollontaj. De egna böckerna har varit i olika genrer; 2017 presenterades Anna-boken, en generationsroman som via beskrivningarna av tre kvinnor ger en exposé över 1900-talet utifrån klassklyftor, kvinnorörelse och den senare miljöaktivismen.

## Familj
Gudrun Utas är sedan 1979 gift med författaren Lars Sund, som i den vevan flyttat till Sverige och blivit sverigefinlandssvensk. De två träffades 1977 på ett skrivarseminarium i Vörå.

### Egna böcker
- Inte alls rädd. Lättläst för vuxna. Bromma: Opal. 1979. ISBN 9172701986
- Stora stick- och virkboken: en fullständig handbok i stickning och virkning från de enkla grundelementen till komplicerade tekniker och mönster. Lund: Ekstrand. 1979. ISBN 9174080466
- Vi har regn men inte vatten: tio vittnesmål om följderna av uranbrytning och nukleär verksamhet avgivna vid World Uranium Hearing, Salzburg 1992. Kulturdebatt, 1100-147X ; 6. Stockholm: Folkkampanjen mot kärnkraft-kärnvapen. 1994. Libris 1926123 (redaktör)
- Anna-boken. [Everöd]: Recito förlag. 2017. ISBN 9789177650621

### Översättningar
- Lorenzer, Alfred (1976). En materialistisk socialisationsteori. Stockholm: Gidlund. ISBN 9170211493
- Kollontaj, Aleksandra; Lindahl Mejt, Sundkvist Katarina, Utas Gudrun (1979). Den nya moralen. Stockholm: Gidlund. ISBN 9170212694
- Prokop, Ulrike; Blomqvist Jan, Utas Gudrun (1981). Kvinnors livssammanhang: begränsade strategier och omåttliga önskningar. Tema nova, 99-0106580-1. Stockholm: Rabén & Sjögren i samarbete med Zenit. ISBN 9129553067
- Merian, Svende (1983). Sagoprinsens död. Stockholm: Arbetarkultur. ISBN 9170141630
- Morgner, Irmtraud (1987). Amanda: en häxroman. Stockholm: Arbetarkultur. ISBN 9170142270
- Mitterauer, Michael (1991). Ungdomstidens sociala historia. Historia och samhällsvetenskap, 99-0903335-6. Göteborg: Röda bokförl. ISBN 9185258334
- Heuck, Sigrid (1995). Mäster Joakims hemlighet. Stockholm: Tiden. ISBN 9155041051